# Xosablatta intermedia
Xosablatta intermedia är en kackerlacksart som beskrevs av Karlis Princis 1963. Xosablatta intermedia ingår i släktet Xosablatta och familjen småkackerlackor. Inga underarter finns listade i Catalogue of Life.